# Morena Herrera
Morena Herrera (1960) is een Salvadoraanse feministe, sociaal activiste voor mensenrechten en filosofe. Herrera staat bekend om haar strijd tegen het verbod op abortus in haar thuisland El Salvador. Zij is met name actief sinds het doorvoeren van een wettelijk verbod op abortus in 1997. In 2009 begon ze haar samenwerking de Citizen's Group for the Decriminalization of Abortion, die ze momenteel leidt. In 2016 werd Herrera genoemd in de BBC 100 Women, vanwege haar bijdragen aan de verbetering van vrouwenrechten in El Salvador.

## Biografie
Herrera nam op jonge leeftijd deel aan politieke campagnes, in de strijd voor sociale verandering. Tijdens de Salvadoraanse Burgeroorlog (1979-1992) vocht Herrera met de linkse vrijheidsstrijders van Farabundo Marti National Liberation Front (FMLN) tegen een militaire overheid die werd gesteund door de Verenigde Staten.
Herrera sprak zich uit over het vredesakkoord van 1992, dat volgens haar bijzonder problematisch was waar het gaat om het beschermen en waarborgen van vrouwenrechten in El Salvador. Ze zei hierover: Als het gaat om de rechten van de  vrouw, zitten er grote gaten in dit akkoord. Ik realiseerde me dat ik de strijd op een andere manier moest voortzetten. Vrouwenrechten zijn mensenrechten, en dienen te worden beschouwd als prioriteit. Sinds 1992 is de situatie voor vrouwen en abortus verslechterd, door veranderingen in het strafwetboek die abortus volledig illegaal maken. Voor de veranderingen was abortus in uitzonderlijke gevallen toegestaan, bijvoorbeeld wanneer de zwangerschap het gevolg van verkrachting was of wanneer het leven van de moeder in gevaar was. Doordat de overgrote meerderheid van de Salvadoraanse bevolking streng Katholiek is, wordt abortus niet geaccepteerd, ook als het gaat om jonge tienersmeisjes die door hun zwangerschap met veel problemen te maken zullen krijgen.
Sinds het invoeren van het gedeeltelijk abortusverbod in 1998, zijn ruim 600 vrouwen beschuldigd van het plegen van abortus, waarvoor ze werden veroordeeld tot maximaal veertig jaar gevangenisstraf. Onder deze vrouwen waren ook veel moeders die hun kind hadden verloren als gevolg van een miskraam. Hierdoor moesten deze vrouwen in een gevangeniscel rouwen om hun verloren kind. Herrera en haar team zetten zich in om zoveel mogelijk van deze gevangengezette vrouwen vrij te krijgen. Deze succesvol vrijgekregen vrouwen zijn omgedoopt tot "Las 17". Ondanks de vele pogingen van Herrera en haar team zijn er echter meer vrouwen veroordeeld en gevangengezet voor hun 'misdaad' dan er zijn bevrijd. Herrera zegt dat de overheid de reproductieve rechten van de vrouw niet erkent, terwijl een zwangerschap grove gezondheidsrisico's met zich mee kan brengen.
Momenteel wordt een derde van de zwangerschappen in El Salvador gedragen door tienermoeders. Dit kan deels worden verklaard door grootschalige groepsverkrachtingen van jonge meisjes door bendeleden, met name rondom de hoofdstad San Salvador. Omdat meisjeslichamen nog in ontwikkeling zijn, is de kans groot op zwangerschapscomplicaties onder tienermoeders. Lokale en nationale politici weigeren het verbod op abortus af te schaffen, uit angst de steun van de katholieke kerk en organisaties als "Yes to Life Foundation" te verliezen. Volgens veel Salvadoraanse (kerk)gemeenschappen vormen het moederschap en de zorg voor een net huishouden de hoofdtaken van de vrouw. Deze gedeelde overtuiging zorgt ervoor dat het in de praktijk moeilijk is om controle te hebben over het eigen leven en lichaam. Zo is het bijvoorbeeld moeilijk om aan enige vorm van anticonceptie te komen, waarna het nooit helemaal zeker is of deze ook naar behoren werkt.
Herrera hoopt binnen de huidige ambtstermijn van president Salvador Sánchez Cerén (die loopt tot 2019) te zorgen voor de nodige verbetering van vrouwenrechten. Dit proces verloopt echter vrij traag. Bendes en burgers houden een scherp oog op president Céren, waardoor zijn politieke keuzes niet alleen gevolgen kunnen hebben voor zijn carrière maar ook voor zijn veiligheid en die van zijn naasten. Ondanks dat Herrera nog veel moeilijkheden zal moeten overwinnen om haar doel te bereiken en ondanks de vele doodsbedreigingen die ze met grote regelmaat ontvangt, zet ze haar werk stug voort, voor een beter leven voor alle vrouwen in El Salvador.
Sinds 2009 is Herrera voorzitter van de Agrupación Ciudadana por la Despenalización del Aborto (Burgersinitiatief voor de Decriminalisatie van Abortus). In 2013 sprak ze zich uit tegen het Salvadoraanse hooggerechtshof door het "onbezonnen" te noemen nadat het hof besloot om een terminaal zieke vrouw toegang tot abortus te weigeren, ondanks het feit dat het nagenoeg zeker was dat ze zou sterven tijdens de bevalling. Verder sprak ze zich in 2016 uit tegen staatssecretaris voor Volksgezondheid Eduardo Espinoza, nadat hij Salvadoraanse vrouwen het advies gaf zwangerschappen tot 2018 te vermijden. Herrera reageerde hierop dat dat niet genoeg was, omdat er geen rekening werd gehouden met de werkelijkheid van vrouwen in El Salvador. Bovendien worden op die manier de mannen niet verantwoordelijk gehouden voor hun aandeel in zwangerschappen.
Amnesty International heeft in januari 2015 een rapport geschreven over haar werk als advocate voor vrouwen en in 2016 werd ze benoemd tot een van de BBC 100 Vrouwen.